# خدای کشتار
خدای کشتار (به فرانسوی: Le Dieu du carnage) نمایش‌نامه‌ای نوشتهٔ یاسمینا رضا به زبان فرانسوی است که در دسامبر سال 2006 در زوریخ اجرا شد.

## خلاصه داستان
پسر یازده سالهٔ خانوادهٔ رایل با چماق زده است دو دندان هم‌کلاسی خود را شکسته است. خانوادهٔ رایل برای دل‌جویی و تفاهم به خانهٔ خانوادهٔ هویل می‌آیند. در آغاز روابط بسیار متمدنانه است اما کم‌کم خشونت موجود در روابط و وحشی‌گری نامتمدنانه‌شان بروز می‌کند و وضعیتی بسیار کمیک و در عین حال تاسف‌بار به‌وجود می‌آورد.
تم اصلی این نمایشنامه را می توانیم "اختلافات دائمی" بدانیم. فردگرایی یا تقسیم بندی یا مرزبندی برای احراز هویت های هم فردی و هم اجتماعی پایه و اساس اختلافات می شود. مجموعه ی فرم و محتوا، (روایت تک پرده ای، حماقت آشکار آدم ها، مسئله ی تخاصم و تضاد در اصل زندگی، تفاوت ظاهر و باطن، سلطه و برتری جویی و تحقیر دیگران، حذف فیزیکی و جنگ های منطقه ای، جدال های کودکانه، صلح طلبی ناکارآمد، تضادهای زنان و ...) ما را به یک کُلیّت می رساند: "گروتسک"

## نمایش

### نمایش‌های اصلی
نمایشنامه خدای کشتار از ۱۵ تا ۲۹ دسامبر ۲۰۰۸ به کارگردانی ماتیاس گهرت (Matthias Gehrt) در آلمان به روی صحنه رفته‌است.
این نمایش در ایران در آذر ۱۳۸۷ به زبان فارسی در سالن سایه تئاتر شهر به کارگردانی علیرضا کوشک جلالی به نمایش درآمد و هم‌زمان به زبان آلمانی در آلمان روی صحنه رفت.

## فیلم
در سال ۲۰۱۱ رومن پولانسکی فیلمی بر اساس این نمایشنامه با نام کشتار ساخته است.